# Tieshan (Huangshi)
Tieshan (chiń. upr. 铁山区; chiń. trad. 鐵山區; pinyin Tiěshān Qū) – dzielnica w północnej części prefektury miejskiej Huangshi w prowincji Hubei w Chińskiej Republice Ludowej. Według danych z 2010 roku, liczba mieszkańców dzielnicy wynosiła 57327.